# Rudolf Aladár Métall
Rudolf Aladár Métall (* 18. August 1903 in Wien, Österreich-Ungarn; † 30. November 1975 in Versoix bei Genf, Schweiz) war ein österreichischer Jurist und enger Mitarbeiter von Hans Kelsen. Er arbeitete bei der Internationalen Arbeitsorganisation IAO/International Labour Association ILO und von 1940 bis 1945 als technischer Berater der brasilianischen Regierung in Fragen der Sozialversicherung.

## Leben
Métall stammt aus einer Arztfamilie in Wien. Er studierte Rechtswissenschaft an der Wiener Universität, die Promotion zum Dr. iuris erfolgte am 21. Dezember 1925. Ein Studienschwerpunkt war das internationale Recht, an Fremdsprachen erlernte er Französisch, Englisch, Italienisch und Spanisch. Bereits 1924 nahm er als Sekretär an der Wiener Tagung des Institut de Droit international teil. Nach der Gerichtspraxis 1926 arbeitete Métall im Rechtsbüro der Hanf-, Jute- und Textilindustrie in Wien und war Vorstandsmitglied der Angestelltenkrankenkasse für Niederösterreich und Burgenland.
Ab 1927 hielt Métall Vorträge über Völker-, Staats- und Sozialrecht. Von 1928 bis 1935 war er Redaktionssekretär der Österreichischen Zeitschrift für öffentliches Recht und von 1933 bis 1940 Schriftleiter der Revue internationale de la théorie du droit. 1929 wurde er Mitglied der Deutschen Gesellschaft für Völkerrecht und der International Law Association.
1928 heiratete er Margarethe Johanna Resch.
1930 ging er mit Hans Kelsen als dessen Assistent am Institut für Völkerrecht und internationales Recht nach Köln und begann 1931 mit Unterstützung von Karl Renner und Alfred Verdroß seine Arbeit im Internationalen Arbeitsamt IAA/Bureau International de Travail BIT, dem Sekretariat der IAO in Genf.
Bei der IAO war er von 1931 bis 1940 als leitender Beamter Mitglied der Sozialversicherungsabteilung, weiters von 1937 bis Februar 1938 Mitarbeiter der Abteilung für Arbeitsbedingungen. Von 1933 bis 1940 lebte auch Hans Kelsen in Genf, die beiden Familien hatten engen Kontakt.
1940 bis 1945 war Métall von der IAO in Genf beurlaubt und arbeitete als Berater der brasilianischen Regierung. Er nahm die brasilianische Staatsbürgerschaft an, da eine Weiterbeschäftigung bei der IAO als deutscher Staatsbürger nicht möglich war. Am Aufbau der österreichischen Widerstandsbewegung in Brasilien war er beteiligt, bemühte sich um die Anerkennung dieser Organisation und war von 1941 bis 1944 Generalsekretär der österreichischen Interessenvertretung in Brasilien. Ende 1943 war er Mitbegründer des Comite de Proteção dos Intereses Austriacos no Brasil und enger Mitarbeiter von Anton Retschek. In diesem Rahmen werden Beziehungen zu konservativ-legitimistischen österreichischen Emigranten in den USA erwähnt, Métall wird auch als inoffizielles Mitglied des Free Austrian Movement in den USA geschildert.
Ab 1945 arbeitete Métall wieder bei der IAO in Genf. Von 1947 bis 1949 war er Generalsekretär der Internationalen Vereinigung für soziale Sicherheit IVSS/International Social Security Association ISSA, unterstützte u. a. die Medikamentenversorgung und war maßgebend an der Wiederaufnahme Österreichs in die IAO beteiligt.
Von 1948 bis 1958 leitete Métall die ständige Vertretung der IAO bei den Vereinten Nationen UNO, einschließlich der Funktion als Direktor der Verbindungsstelle zur UNO in New York und der Vertretung der IAO beim Wirtschafts- und Sozialrat der UNO und dessen Fachausschüssen, bei der Weltgesundheitskonferenz sowie bei der Internationalen Atomenergieorganisation IAEO.
Ab Juni 1963 bis 1966 war er als Abteilungsleiter mit Sonderaufgaben betraut und befasste sich mit Diskriminierungsthemen.
Die Publikationen von Métall umfassen neben Buchbeiträgen auch eine Reihe von Fachartikeln in Zeitschriften. Zur Sozialversicherung in Österreich hat Métall mehrfach in der Fachzeitschrift Soziale Sicherheit publiziert.
Métall gilt als einer der engsten Mitarbeiter und Vertrauten von Hans Kelsen, als sein geistiger Erbe und ist sein Biograph. Dieses Vertrauensverhältnis kam u. a. dadurch zum Ausdruck, dass Métall von Kelsen 1967 damit beauftragt wurde, das Ehrendoktorat der Universität Salzburg entgegenzunehmen, weil dies Kelsen persönlich nicht möglich war. Die von Métall publizierte Biographie Kelsens 1969 enthält in ihrem Anhang II eine umfangreiche, von Métall erstellte Liste weitgehend aller damaligen Publikationen zur Reinen Rechtslehre.
Nach dem Tod von Kelsen erhielt er dessen Nachlass und konnte ihn als Erster sichten. Von Métall ging der Nachlass an das Hans-Kelsen-Institut in Wien. Diesem Institut vermachte Métall auch seine eigene Bibliothek, die eine Sammlung von Büchern Kelsens enthielt.
Seinen Ruhestand verbrachte er in der Schweiz, wo er auch starb.

## Publikationen
Auswahl. Übersichten finden sich in den zitierten Büchern und Buchbeiträgen.
- Hans Kelsen und seine Wiener Schule der Rechtstheorie. Hans Kelsen zum Gedenken. In: Schriftenreihe des Hans Kelsen-Instituts, Band 1. Verlag Manz, Wien 1974. S. 15–26. Neuabdruck in: Robert Walter, Clemens Jabloner, Klaus Zeleny: 30 Jahre Hans Kelsen-Institut. In: Schriftenreihe des Hans Kelsen-Instituts, Band 24, S. 65–71.
- Hans Kelsen. Leben und Werk. Verlag Franz Deuticke, Wien 1969.
- Der völkerrechtliche Schutz sozialer Grundrechte durch die internationale Arbeitsorganisation. In: Theo Mayer-Maly (Hrsg.): Festschrift für Hans Schmitz zum 70. Geburtstag, Band 1. Wien, Herold 1967. S. 196–203.
- Ein „Weltsozialversicherungsrecht“? Fachzeitschrift Soziale Sicherheit, Herausgegeben vom Hauptverband der österreichischen Sozialversicherungsträger, Jahrgang 1967 Nr. 6, S. 306–308 (mit Bemerkung von Friedrich Steinbach auf S. 308).
- Die Zukunft der normensetzenden Tätigkeit der Internationalen Arbeitsorganisation. Juristische Blätter. Jahrgang 1967, Heft 15/16, S. 400.
- Postage stamps and postal stationery of the United Nations/Les timbres-poste et les entiers postaux de l'Organisation des Nations Unies 1951-1965. United Nations Philatelic Society, United Nations. New York 1965.
- Das Wiener Übereinkommen über diplomatische Beziehungen und die Soziale Sicherheit. Fachzeitschrift Soziale Sicherheit, Jahrgang 1961 Nr. 6, S. 213–218.
- Diplomatenrecht und soziale Sicherheit. Fachzeitschrift Soziale Sicherheit, Jahrgang 1960 Nr. 6, S. 321–327.
- 40 Jahre Internationale Arbeitsorganisation, Rede bei der Festveranstaltung, abgedruckt in der Fachzeitschrift Soziale Sicherheit, Jahrgang 1959 Nr. 12, S. 377–378.
- Probleme der internationalen Sozialpolitik unter Berücksichtigung des Standes der Ratifizierung von Übereinkommen der Internationalen Arbeitsorganisation. Fachzeitschrift Soziale Sicherheit, Jahrgang 1954 Nr. 10, S. 341–347.
- Problemas atuais de seguro social. Rio de Janeiro, A. Coelho Branco Fo., 1944.
- O plano Kelsen de organização jurídica de paz. Direito, Rio de Janeiro. 4. Jahrgang, 24. Band. 1943, S. 5–26.
- Seguro-doença na América do Sul. Rio de Janeiro, Serviço de estatística da previdência e trabalho, Ministério do trabalho, indústria e comércio, 1942.
- El 60° aniversario de Hans Kelsen. La Ley, Buenos Aires, 11. Oktober 1941, S. 1.
- Los 60 años de Hans Kelsen. Cultura juridica. Caracas. 1. Jahrgang 1941, S. 343–345.
- Die rechtliche Stellung der Ausländer in der österreichischen Sozialversicherung. Verlag Moritz Perles, Wien und Leipzig 1936 (Sonderabdruck aus dem Zentralblatt für die juristische Praxis 1936).
- Die politische Befangenheit der Reinen Rechtslehre. Internationale Zeitschrift für Theorie des Rechts. 10. Jahrgang 1936, S. 163–177. Neuabdruck in: 33 Beiträge zur Reinen Rechtslehre, Europaverlag, Wien 1974, S. 255–272.
- Autonomie und Heteronomie im Völkerrecht. Österreichische Anwaltszeitung. 10. Jahrgang 1933. S. 189–190.
- Staatsrechtliches zur Sozialversicherung. Das Versicherungsarchiv. 3. Jahrgang 1932. S. 276–300.
- Las constituciones y el seguro cocial. Anales del Instituto Nacional de Previsión, Madrid. 24. Jahrgang, 1932. S. 649–663.
- Verfassungsrecht und Sozialversicherung. Zeitschrift für die gesamte Staatswissenschaft. 93. Band 1932, ISSN 0044-2550. S. 35 ff.
- Staatsvertrag und Notverordnung. Ein Beitrag zur Lehre vom Staatsvertrag. Zentralblatt für die juristische Praxis, 50. Jahrgang 1932. ZDB-ID 200971-7. S. 401–426.
- Skizzen zu einer Systematik der völkerrechtlichen Quellen. Zeitschrift für öffentliches Recht, Jahrgang 1931, Band 11. S. 416–428. Neuabdruck in: 33 Beiträge zur Reinen Rechtslehre, Europaverlag, Wien 1974, S. 231–244.
- Der heutige Sinn der Gnade. Zeitschrift für soziales Recht. 3. Jahrgang 1931. ZDB-ID 531879-8. S. 61–66.
- Hans Kelsens Bedeutung für das österreichische Recht. Österreichische Anwaltszeitung, 8. Jahrgang 1931, S. 362–365.
- Die Fortbildung der juristischen Lehre von den Staatenverbindungen. Internationale Zeitschrift für Theorie des Rechts. ZDB-ID 205252-0. 4. Jahrgang 1929/30. S. 255–261.
- Die neuen österreichischen Schiedsgerichte für Angestelltenversicherung. Internationale Zeitschrift für Sozialversicherung. Heft 1, 1930. ZDB-ID 545965-5
- Das allgemeine Völkerrecht und das innerstaatliche Verfassungsrecht. Zeitschrift für Völkerrecht. Jahrgang 1927, 14. Band. S. 161–187.

## Auszeichnungen
- 1963: Großes Goldenes Ehrenzeichen für Verdienste um die Republik Österreich.
- 1975: Österreichisches Ehrenkreuz für Wissenschaft und Kunst 1. Klasse.